# Xã East Lucas, Quận Johnson, Iowa
Xã East Lucas (tiếng Anh: East Lucas Township) là một xã thuộc quận Johnson, tiểu bang Iowa, Hoa Kỳ. Năm 2010, dân số của xã này là 551 người.